# Джантуган
Джантуган, також Джан-Туган («Вершина, що стоїть осторонь», (груз. ჯანთუგანი)) 4012 м — гора над Джанкуатським льодовиком у верхів'ї ущелини Адилсу. З південного боку від гори лежить Джантуганське плато.
Маршрути підйому на Джантуган в основному льодово-сніжні з невеликими скельними ділянками, класифіковані від 2А до ЗБ категорії складності.